# 新所村
新所村（しんじょむら）は静岡県の西部、敷知郡・浜名郡に属していた村である。現在の湖西市中北部にあたる。

## 地理

### 地形
- 湖沼：浜名湖

### 地域
- 新所
- 岡崎
- 梅田
- 新所・岡崎・梅田入会地

## 歴史
- 幕末時点で新所西方村、岡崎村、梅田村は三河吉田藩松平伊豆守系大河内松平家、新所東方村は旗本五井松平家（志都呂陣屋）の所領であった。
- 1889年（明治22年）4月1日 - 町村制の施行により、新所村、岡崎村、梅田村が合併して敷知郡新所村が発足。
- 1896年（明治29年）4月1日 - 郡制の施行により所属郡が浜名郡に変更。
- 1955年（昭和30年）4月1日 - 白須賀町・鷲津町・入出村・知波田村と合併して湖西町が発足。同日新所村廃止。

## 公共施設

### 警察
- 新居警察署新所村新所原巡査部長派出所
- 新居警察署新所村新所巡査駐在所

### 教育

#### 小学校
- 新所村立岡崎小学校 - 1873年（明治6年）5月2日創立
- 新所村立新所小学校 - 1874年（明治7年）1月7日創立
- 湖西高等小学校 - 1889年（明治22年）4月4日創立、1923年（大正12年）廃止

#### 中学校
- 新所村立新所中学校 - 1947年（昭和22年）4月15日開校、1950年3月末閉校

## 交通

### 鉄道路線
- 日本国有鉄道
  - 東海道本線
  - 二俣線（現天竜浜名湖鉄道天竜浜名湖線）
    - 新所原駅

現在は村域に天竜浜名湖線のアスモ前駅、大森駅が所在するが、当時は未開業。

## 出身者
- 三上元（湖西市議会議員、元湖西市長）